# Бологан, Виорел Антонович
Виоре́л (Ви́ктор) Анто́нович Болога́н (рум. Viorel Bologan; 14 декабря 1971, Кишинёв, Молдавская ССР, СССР) — молдавский шахматист, гроссмейстер (1991).

## Биография
Виорел второй ребёнок в семье. Всего в семье пять сыновей. Отец Виорела — специалист в информатике, его мать — учитель испанского языка.
Виорел научился играть в шахматы у своего отца в возрасте семи лет. В 1981 году Виорел начал заниматься шахматами с тренером — Ионом Солонаром. В 1984 году Виорел стал кандидатом в мастера. С 1986 года Бологан занимался с молдавским шахматистом Вячеславом Андреевичем Чебаненко.
В 1988 году Виорел окончил школу с углублённым изучением испанского языка. В 1989 году он поступил и в 1993 году окончил Российскую Государственную Академию Физической Культуры (РГАФК). В 1993 году Бологан поступил в аспирантуру (РГАФК). В 1996 году Бологан защитил кандидатскую диссертацию по теме «Структура комплексной подготовленности шахматистов высокой квалификации». В это же время Бологан начал заниматься шахматами с известным шахматным тренером Марком Дворецким.
Первым значительным достижением в шахматной карьере Бологана был делёж вместе с Борисом Гельфандом и Алексеем Шировым 1—3 мест на первой доске на молодёжных играх СССР 1989 года. В 1990 году Бологан стал международным мастером.
В 1991 году Бологан выполнил норму гроссмейстера. Звание гроссмейстера ему было присвоено в октябре 1991 года на Конгрессе ФИДЕ. В 1991 году Виорел Бологан участвовал в последнем чемпионате СССР и занял 7-е место. В январе 1992 года Бологан был 52-м в рейтинг-списке ФИДЕ.
Бологан 7 лет играл за шахматный клуб Дрездена в Бундеслиге (Германия). В 1993 — 1995 годах Бологан играл за французский клуб Бельфор (Belfort). В 1995 — 1997 годах Бологан играл за клуб «Таттрансгаз» (Казань). В составе этого клуба Бологан в 1996 году выиграл Кубок европейских чемпионов. В 1993 году Бологан выиграл турниры в Остраве и в Лас Пальмасе, в 1995 году — в Москве. В 1997 году Бологан выиграл «Нью-Йорк опен»,
В 1997 году Бологан решил закончить шахматную карьеру и занялся бизнесом. Однако после экономического кризиса в России в 1998 году возобновил шахматную карьеру и в том же году выиграл турнир в Бурбон-Ланси (Франция).
В 1997 году Бологан принимал участие в чемпионате мира по шахматам, который впервые проводился по кубковой системе, в городе Гронинген (Нидерланды). Бологан выступил неудачно и вылетел во втором круге.
В 2000 году Бологан выиграл четыре турнира подряд: в Минске, в Пекине, в Пойковском и разделил первое место с Юдит Полгар, Найджелом Шортом и Анатолием Карповым на мемориале Мигеля Найдорфа в Буэнос-Айресе. Его рейтинг вырос до 2684. В то время (1 января 2001 года) Бологан был 19-м в рейтинг списке ФИДЕ.
В 2001 году Бологан выиграл турнир в Памплоне (Испания). В 2002 году снова в Памплоне Бологан разделил первое место с Рустамом Касымджановым.

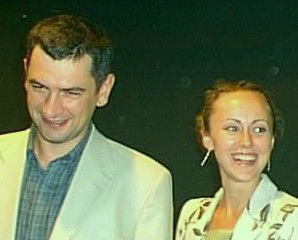
В. Бологан, Дортмунд, 2003

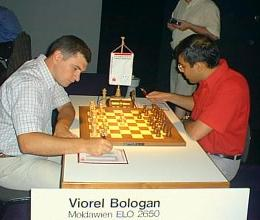
Бологан — Ананд, Дортмунд, 2003

В 2003 году Бологан выиграл открытый турнир «Аэрофлота» в Москве и получил право сыграть в супертурнире в Дортмунде. Высшее достижение Бологана — это выигрыш традиционного супертурнира в Дортмунде (Sparkassen Chess Meeting 2003) в 2003 году. В этом турнире Бологан опередил сильнейших шахматистов: Владимира Крамника, Вишванатана Ананда, Петера Леко.
В 2004 году на супертурнире в Вейк-ан-Зее Бологан занял пятое место. В 2005 году Бологан разделил с Этьеном Бакро первое место на турнире в Пойковском, а на турнире в Сараево — первое место с Иваном Соколовым. После этих успехов рейтинг Бологана достиг отметки экстра класса — 2700, в то время он был 18-м в рейтинг-списке ФИДЕ.
В 2006 году Бологан вновь разделил первое место на открытом турнире «Аэрофлота». Он занял также третье место в сильном турнире, который проводился в Форосе (Крым).
Виорел Бологан постоянно играет на первой доске за команду Молдавии на шахматных олимпиадах. Он участвовал в олимпиадах: в Маниле (1992), в Москве (1994), в Ереване (1996), в Элисте (1998), в Бледе (2002), в Кальвии (2004).
В течение ряда лет Бологан — сильнейший шахматист Молдавии.
Виорел Бологан женат, его жена — балерина Маргарита Бологан (Макарова). Дочь — Екатерина, сыновья — Антон и Платон.

## Книги
- Ступени или как стать гроссмейстером. Мемуары шахматиста. Издательство: Издательство Астрель, АСТ, 2006 г., ISBN 5-17-034434-1, 5-271-13052-5, 985-13-6842-3[3]
- Славянская защита. Система Чебаненко. Издательство: Соловьёв Сергей, С.-Петербург, 2008 г., ISBN 5-903609-11-2
- Староиндийская защита. Репертуар за чёрных. Издательство: Соловьёв Сергей, С.-Петербург, 2009, ISBN 978-5-903609-04-8
- Система Россолимо. Сицилианская защита. Издатель: «Андрей Ельков», Москва, 2011, ISBN 978-5-9902352-2-9
- Каталонское начало (репертуар за белых). Издатель: «Андрей Ельков», Москва, 2013, ISBN 978-5-9902352-8-1
- Защита Каро-Канн. Репертуар за черных. Издатель: «Андрей Ельков», Москва, 2020, ISBN 978-5-906254-58-0

## Изменения рейтинга
| Графики недоступны из-за технических проблем. См. информацию на Фабрикаторе и на mediawiki.org. |